# Áno Apóstoli
Áno Apóstoli (grec moderne : Άνω Απόστολοι) est une localité située dans le dème de Kilkís, dans le district régional de Kilkís, dans la periphérie de Macédoine-Centrale, en Grèce. La localité se trouve à environ 18 km au sud-ouest de la ville de Kilkís.
Selon le recensement de 2011, elle compte 267 habitants.

## Histoire
À proximité immédiate du village se trouve le site de l'ancienne cité hellénistique et romaine de Morrylos.